# Odorrana livida
Espèce
Synonymes
- Polypedates lividus Blyth, 1856 "1855"
- Rana livida (Blyth, 1856)

Statut de conservation UICN

 DD  : Données insuffisantes
Odorrana livida est une espèce d'amphibiens de la famille des Ranidae.

## Répartition
Cette espèce est endémique du Sud de la Birmanie. Elle se rencontre entre 400 et 500 m d'altitude dans l'État Karen,.

## Publication originale
- Blyth, 1856 "1855" : Report for October Meeting, 1885. Journal of the Asiatic Society of Bengal, vol. 24, p. 711-723 (texte intégral).